# Nigel Hawthorne
Sir Nigel Barnard Hawthorne (Coventry (Warwickshire), 5 april 1929 – Radwell (Hertfordshire), 26 december 2001) was een Engelse acteur.
Zijn volledige naam luidde Nigel Barnard Hawthorne. Reeds van kleins af aan wilde hij acteur worden. Hij groeide op in Zuid-Afrika en kwam in 1951 terug naar Engeland. Na enkele jaren zonder veel succes ging hij in 1957 weer naar Zuid-Afrika. Zijn in Groot-Brittannië opgedane ervaringen strekten hem daar tot voordeel en hij kreeg hoofdrollen in stukken van Pinter, Cocteau, O'Neill en Osborne. In 1962 was hij weer in Londen, waar hij veel theaterwerk verrichtte, en meespeelde in tal van televisieseries, waaronder de serie waarmee hij internationaal bekend werd: Yes, Minister, waarin hij de rol van de gewiekste Sir Humphrey Appleby speelde. Deze serie kreeg later een vervolg: Yes, Prime Minister. In 1977 kreeg hij een Laurence Olivier Award voor de beste bijrol in het toneelstuk Privates on Parade van Peter Nichols. Daarna won hij in de jaren tachtig onder meer viermaal een prijs van de BAFTA voor zijn rol als Sir Humphrey en de jaren negentig diverse andere prijzen, onder andere nogmaals een Laurence Olivier Award nu voor zijn rol als de gekke koning George III in het toneelstuk The Madness of King George III.
Hawthorne was na een chirurgische ingreep herstellende van alvleesklierkanker, maar overleed aan een hartaanval op tweede kerstdag van het jaar 2001.

## Trivia
Hawthorne was vegetariër en leefde samen met partner Trevor Bentham.
- Bibsys: 90877203
- Biblioteca Nacional de España: XX1266251
- Bibliothèque nationale de France: cb14032326b (data)
- Gemeinsame Normdatei: 134940512
- International Standard Name Identifier: 0000 0001 1025 0239
- Library of Congress Control Number: n84039604
- MusicBrainz: 19ea2b3a-edd9-4daa-bdf0-a7f4e05fc7d7
- Nationale Bibliotheek van Tsjechië: pna2005261931
- Nationale bibliotheek van Australië: 35837069
- Nationale Bibliotheek van Israël: 987007342241405171
- Nationale Bibliotheek van Polen: a0000001606118
- Nederlandse Thesaurus van Auteursnamen: 072541490
- SNAC: w6k080p3
- Système universitaire de documentation: 059706163
- Trove: 1109598
- Virtual International Authority File: 37116192
- WorldCat: E39PBJktvYbfxf9B4PkxcM6kDq